# 山本颯侍
山本 颯侍（やまもと りゅうじ、5月25日 - ）は、日本の男性声優。埼玉県出身。

## 略歴
総合学園ヒューマンアカデミー出身で、在学中にJA全農のテレビCMに出演。
DMM.comとA-Sketchの共同事業のDMM musicで2018年に「DMM music声優アーティストオーディション」を実施して、応募者数約15500人の中から2019年3月23日に開催された「AnimeJapan 2019」にて5名の合格者の一人として発表される。
2022年4月1日よりDMM musicを退所し、賢プロダクションに所属。

## 人物
趣味・特技として柔軟剤集め、音声・映像機材いじり、特殊音物真似をそれぞれ挙げている。
第二種電気工事士、普通自動車免許、剣道二段をそれぞれ持つ。

## 出演

### テレビアニメ
2019年
- 荒ぶる季節の乙女どもよ。（男子生徒）
- 真・中華一番!（2019年 - 2021年、町人、料理人、観客、若者、男たち 他） - 2シリーズ

2020年
- ぼくのとなりに暗黒破壊神がいます。（男子生徒、男子生徒A）
- LISTENERS リスナーズ（ミミナシ、ロンディニウムの住人たち、ウォッチタワーの人々）
- 彼女、お借りします（2020年 - 2022年、サーファー、男子学生、利用者、学生、ナンパ男 他） - 2シリーズ
- 炎炎ノ消防隊 弐ノ章（聖陽の影 隊員）

2021年
- 俺だけ入れる隠しダンジョン（受験者、冒険者、ケント、職人、マイク 他）
- 装甲娘戦機（通信音声）
- 魔術士オーフェンはぐれ旅 キムラック編（召使）
- プレイタの傷（ダスク）
- 五等分の花嫁∬（男子生徒）
- ましろのおと（紀雄、海人のチームメイト）
- プラオレ!〜PRIDE OF ORANGE〜（カメラマン）
- 異世界食堂2（ケント）
- ブルーピリオド（相川）
- 最果てのパラディン（2021年 - 2022年、村人、冒険者）
- 逆転世界ノ電池少女（真国上層部B、観衆）

2022年
- 天才王子の赤字国家再生術（リビ、ナトラ兵、執事、部下、諸侯 他）
- 骸骨騎士様、只今異世界へお出掛け中（村人、エルフ狩り、エルフ、襲撃者、奴隷商 他）
- ダンス・ダンス・ダンスール（サッカー部員）
- ドラえもん（テレビ朝日版第2期）（郵便屋さん）
- クレヨンしんちゃん（サラリーマンD、AD）
- 忍の一時（男子1、研究員2、男子、甲賀忍者）
- ヒューマンバグ大学 -不死学部不幸学科-（漁師B、店員2、警官C、マフィアB、チンピラA 他）
- ふしぎ駄菓子屋 銭天堂（2022年 - 2024年、発掘現場のスタッフ、祭りのスタッフ、生徒）

2023年
- ビックリメン（客B）
- キボウノチカラ〜オトナプリキュア'23〜（高校生）

2024年
- 異世界でもふもふなでなでするためにがんばってます。（オルトラーン）
- BEYBLADE X（アマチュアブレーダー）

### 劇場アニメ
- 世界一初恋 〜プロポーズ編〜（2020年、男性）

### Webアニメ
- スプリガン（2022年、スペツナズ、ケビン、トライデント兵B、SAS兵士B、高繁、乗組員D）

### ゲーム
- BOW MAN（2019年、日本語ナレーション）
- 明治活劇 ハイカラ流星組 -成敗しませう、世直し稼業-（2020年、山崎清道[7]）

### ドラマCD
- ラフラフ！-laugh life-（株瀬虎之介[8]）

### CM
- JA全農[4]
- あひるの空×モルテン 販促CM（ナレーション）

## ディスコグラフィ

### キャラクターソング
| 発売日        | 商品名                             | 歌                              | 楽曲                   | 備考                             |
| ------------- | ---------------------------------- | ------------------------------- | ---------------------- | -------------------------------- |
| 2019年11月6日 | ラフラフ！-laugh life- 3rd Round   | Corner Craver                   | 「Performers' Anthem」 | 『ラフラフ！-laugh life-』関連曲 |
| 2020年12月2日 | ラフラフ！-Laugh Life- Final Round | Geraxy、Ridiculs、Corner Craver | 「Laugh or Die」       | 『ラフラフ！-laugh life-』関連曲 |

### シリーズ一覧
1. ↑  第1期（2019年）、第2期（2021年）
2. ↑  第1期（2020年）、第2期（2022年）

### ユニットメンバー
1. 1 2  都梨クロード＝ミシェル燿（KENN）、繋木燐太朗（近藤隆）、有川椿（上村祐翔）、間倉辰巳（豊永利行）、株瀬虎之介（山本颯侍）、上潟銘星（津田健次郎）、三桐白（永塚拓馬）
2. ↑  囃子祥真（柏木佑介）、越智遊太（小笠原仁）、akari（土岐隼一）、nori（山本匠馬）
3. ↑  大根珠輝（逢坂良太）、伊田みつば（柿原徹也）、棒野大輝（小花井優）、潰詠醐（森久保祥太郎）、透歩人（小野友樹）